# Championnat du Botswana de football 2022-2023
Navigation
Saison précédente Saison suivante
La saison 2022-2023 du Championnat du Botswana de football est la cinquante-septième édition du championnat de première division au Botswana. Les seize meilleures équipes du pays sont regroupées au sein d’une poule unique où ils s’affrontent deux fois au cours de la saison, à domicile et à l’extérieur. En fin de saison, les trois derniers du classement sont relégués et remplacés par les trois meilleurs clubs de deuxième division.
Le club Gaborone United est le tenant du titre.

## Qualifications continentales
Le champion du Botswana se qualifie pour la Ligue des champions de la CAF 2023-2024 tandis que le vainqueur de la Mascom Top 8 obtient son billet pour la Coupe de la confédération 2023-2024.

## Les clubs participants
- Township Rollers
- Police XI
- Orapa United
- Jwaneng Galaxy FC
- Botswana Defence Force XI
- Security Systems FC
- Morupule Wanderers
- LCS Extension Gunners
- Gaborone United
- Prisons XI
- Sua Flamingo FC
- Mogoditshane Fighters
- Masitaoka FC
- Nico United - Promu de D2
- Holy Ghost FC - Promu de D2
- Eleven Angels FC - Promu de D2

## Compétition
Le barème utilisé pour établir le classement est le suivant :
- Victoire : 3 points
- Match nul : 1 point
- Défaite : 0 point

### Classement
| Rang | Équipe                    | Pts | J  | G  | N  | P  | Bp | Bc | Diff |
| ---- | ------------------------- | --- | -- | -- | -- | -- | -- | -- | ---- |
| 1    | Jwaneng Galaxy FC         | 72  | 30 | 22 | 6  | 2  | 66 | 22 | +44  |
| 2    | Gaborone United T C       | 64  | 30 | 19 | 7  | 4  | 62 | 18 | +44  |
| 3    | Orapa United              | 60  | 30 | 19 | 3  | 8  | 69 | 31 | +38  |
| 4    | Township Rollers          | 53  | 30 | 13 | 14 | 3  | 41 | 28 | +13  |
| 5    | Security Systems FC       | 49  | 30 | 15 | 4  | 11 | 49 | 36 | +13  |
| 6    | Eleven Angels FC P        | 44  | 30 | 12 | 8  | 10 | 32 | 30 | +2   |
| 7    | Masitaoka FC              | 43  | 30 | 13 | 4  | 13 | 37 | 35 | +2   |
| 8    | Sua Flamingo FC           | 41  | 30 | 12 | 5  | 13 | 48 | 40 | +8   |
| 9    | Police XI                 | 40  | 30 | 11 | 7  | 12 | 28 | 34 | -6   |
| 10   | Botswana Defence Force XI | 39  | 30 | 10 | 9  | 11 | 37 | 36 | +1   |
| 11   | Nico United P             | 36  | 30 | 9  | 9  | 12 | 27 | 12 | +15  |
| 12   | Morupule Wanderers        | 35  | 30 | 9  | 8  | 13 | 26 | 36 | -10  |
| 13   | Holy Ghost FC P           | 29  | 30 | 7  | 8  | 15 | 28 | 46 | -18  |
| 14   | Prisons XI                | 23  | 30 | 5  | 8  | 17 | 17 | 59 | -42  |
| 15   | LCS Extension Gunners     | 20  | 30 | 4  | 8  | 18 | 24 | 52 | -28  |
| 16   | Mogoditshane Fighters     | 15  | 30 | 3  | 6  | 21 | 20 | 72 | -52  |

|  | Qualification pour la Ligue des champions de la CAF 2023-2024         |
|  | Qualification pour la Coupe de la confédération 2023-2024             |
|  | Relégation directe en deuxième division                               |
|  | T : Tenant du titre C ; Vainqueur de la Orange FA Cup P : Promu de D2 |

## Bilan de la saison
| Championnat du Botswana de football 2022-2023 |                              |
| Champion                                      | Jwaneng Galaxy FC (2e titre) |
| Coupes et trophées                            |                              |
| Vainqueur de la Coupe du Botswana 2022-2023   | Gaborone United              |
| Qualifications continentales                  |                              |
| Ligue des champions de la CAF 2023-2024       | Jwaneng Galaxy FC            |
| Coupe de la confédération 2023-2024           | Gaborone United              |
| Promotions et relégations                     |                              |
| Promus en Premier League                      | TAFIC FC                     |
| Promus en Premier League                      | Matebele FC                  |
| Promus en Premier League                      | VTM FC                       |
| Relégués en Second Division                   | Prisons XI                   |
| Relégués en Second Division                   | LCS Extension Gunners        |
| Relégués en Second Division                   | Mogoditshane Fighters        |